# Anto Gvozdenović
Anto Gvozdenović, cyr. Анто Гвозденовић (ur. 26 stycznia 1853 w Ćeklići, zm. 2 września 1935 w Vuči Do) – czarnogórski generał, dyplomata i polityk. W latach 1921–1922 premier Czarnogóry na uchodźstwie; w okresie 1921–1929 współregent króla Michała.

## Biografia
Pierwsze nauki przyjmował w domu. W 1863 został przyjęty do Seminarium Teologicznego i Nauczycielskiego w Cetynii. Ukończył je z wyróżnieniem i otrzymał od księcia Mikołaja stypendium, dzięki któremu kontynuował kształcenie w Imperialnej Akademii Medycznej Uniwersytetu Moskiewskiego. Był tam słuchaczem wykładów m.in. prof. Siergieja Botkina. Reprezentował też studentów uczelni na kilku kongresach międzynarodowych: w Paryżu, Berlinie i Londynie. W 1875 na wieść o wybuchu powstania w Hercegowinie przerwał studia i powrócił do Czarnogóry, aby wziąć w nim udział. W Cetynii poznał Williama J. Stillmana, amerykańskiego dyplomatę i korespondenta „London Times”, który zatrudnia go jako swojego sekretarza i tłumacza.
31 maja 1879 Gvozdenović otrzymuje tytuł doktora nauk medycznych i zostaje skierowany na praktykę do armii rosyjskiej. Tam pod dowództwem gen. Wasilija Gurki służył jako chirurg frontowy w wojnie z Turcją (1877–1878).  Za udział w kampanii został odznaczony medalem Czerwonego Krzyża. W 1879 skierowano go do dowództwa sanitarnego kaukaskiego okręgu wojskowego, a w kolejnym roku do sztabu gen. Michaiła Skobielewa, stacjonującego w Chiwie i Bucharze. W 1881 trakcie ataku na twierdzę Geok w wyniku śmierci dowódcy batalionu, przejął dowodzenie otrzymując stopień majora. W trakcie szturmu twierdzy osobiście dowodził natarciem pierwszego szeregu żołnierzy. W dowód uznania dla odwagi gen. Skobeliew obdarował go zbroją perską i polecił do odznaczenia orderem św. Włodzimierza z mieczami. Podczas wojny rosyjsko-japońskiej (1904–1905) został powołany na stanowisko szefa służb medycznych, żeby następnie znaleźć się w sztabie gen. Aleksieja Kuropatkina. Po zakończeniu wojny mianowany generałem porucznikiem (1905).
Ofiarnością w wojnach z Turcją, w Turkmenistanie i z Japonią, Gvozdenović zyskał przyjaźń gen. Skobeliewa. Ten bardzo popularny dowódca wprowadził go do kręgów towarzysko-politycznych dworu carskiego, gdzie szybko zyskał zaufanie Mikołaja II. W 1906 został powołany przez cara w skład Rady Państwa. Odegrał znaczącą rolę w aranżacji małżeństw wielkich książąt Piotra (1864–1931) i Mikołaja (1859–1929) z czarnogórskimi księżniczkami Milicą (1866–1951) i Anastazją (1867–1935).
W 1912 przeszedł w stan spoczynku, złożywszy również wniosek o emeryturę w służbie cywilnej, i powrócił do Czarnogóry. W 1912–1913 walczył jako ochotnik armii czarnogórskiej w I wojnie bałkańskiej. W 1914 emigruje do Francji, gdzie zostaje przyjęty do armii w randze generalskiej. I wojna światowa zastaje go jako zastępcę dowódcy korpusu medycznego. Do Czarnogóry powraca w 1916, aby 25 stycznia zostać adiutantem i doradcą króla Mikołaja. W t.r. dowodził ewakuacją rodziny królewskiej do Włoch. Od tego czasu Gvozdenović pracował w dyplomacji. 20 września 1916 został akredytowany na ambasadora Czarnogóry w Stanach Zjednoczonych (do 18 grudnia 1918). Następnie powraca do Francji, aby 17 lutego 1919]ponownie objąć stanowisko adiutanta i doradcy pozostającego na uchodźstwie króla. 
1 marca 1921 król Mikołaj mianuje go premierem rządu. 7 marca t.r. jego następca książę koronny Daniel, jako panujący na uchodźstwie król abdykował, przekazując władzę kolejnemu spadkobiercy, swojemu bratankowi Michałowi, wielkiemu księciu Grahova i Zety. W imieniu 12-letniego króla regencję objęło dwoje współregentów: królowa-matka Milica oraz Gvozdenović. Nadal pozostawał Gvozdenović szefem rządu, choć od 13 lipca 1922 nieuznawanego już przez mocarstwa zachodnie. Urząd ten pełnił dwukrotnie w okresach: 1 marca 1921 – 13 stycznia 1922 oraz 13 lutego – 13 lipca 1922. Pomimo tego przewodniczył rządowi uchodźczemu do osiągnięcia pełnoletności przez króla. 14 września 1929 król na uchodźstwie Michał osiąga pełnoletność i podejmuje decyzję rozwiązania struktur rządu uchodźczego, w pełni akceptując unifikację Czarnogóry z Jugosławią. W wyniku tej decyzji Anto Gvozdenović powraca ostatecznie do kraju, gdzie zostaje wpisany na listę generałów Jugosławii z przeniesieniem w stan spoczynku. Umiera w 1935 swojej posiadłości w Vuči Do.